# Eileen Betsy Tranmer
Eileen Betsy Tranmer (5 mai 1910 - 26 septembre 1983) est une musicienne et joueuse d'échecs anglaise, quatre fois championne de Grande-Bretagne.

## Jeunesse
Eileen Tranmer est née à Scarborough, dans le Yorkshire du Nord en 1910. Elle apprend à jouer aux échecs à l'âge de six ans mais ne s'y met pas sérieusement.

## Palmarès national
Eileen Tranmer prend des cours à l'âge adulte et progresse sérieusement. Elle remporte notamment le second prix lors du championnat de Grande-Bretagne d'échecs par correspondance, en 1944, et le premier prix lors de l'un des tournois subsidiaires de Hastings, en 1945. Elle est alors l'une des plus fortes joueuses d'Angleterre de la fin des années 1940 au début des années 1960. Elle remporte notamment quatre fois le championnat de Grande-Bretagne d'échecs féminin en 1947, 1949, 1953 et 1961,.

## Participation au championnat du monde d'échecs féminin
En 1950, Eileen Betsy Tranmer a participé au Championnat du monde d'échecs féminin à Moscou et elle y partage la 5e place. Elle devient maître international féminin (MIF) la même année, à la création du titre. Elle est la première Anglaise à le recevoir.
En 1952, elle participe au Tournoi des Candidates du Championnat du Monde d'échecs féminin à Moscou et se classe 7e.

## Match d'échecs par radio
Le 20 juin 1946, Eileen Tranmer fait partie d'une équipe britannique de douze joueurs, dont deux femmes, qui participent à un tournoi d'échecs par radio de quatre jours :  L'équipe britannique joue ses coups à Londres tandis que l'équipe soviétique joue les siens à Moscou,, et les coups sont transmis par radio. Eileen Tranmer perd un match contre la Soviétique Valentina Byelova.

## Participation à l'olympiade d'échecs
Eileen Betsy Tranmer représente l'Angleterre lors de l'Olympiade d'échecs féminine :
- En 1957, elle occupe le deuxième échiquier lors de la 1ère Olympiade d'échecs féminine qui se tient à Emmen, aux Pays-Bas (3 victoires, 8 matchs nuls, 3 défaites).

## Musicienne
En plus de participer à des tournois d'échecs, Eileen Betsy Tranmer était une clarinettiste de premier plan. En mars 1940, elle donne des concerts avec le Scottish Orchestra. À partir de 1950, elle rejoint l'orchestre de Sadler's Wells, avec une autre clarinettiste britannique, Thea King.